# Pinus kesiya
Pinus kesiya (сосна кхасійська) — вид роду сосна родини соснових.

## Етимологія
Назва походить від Кхасійських гір, що знаходяться індійському штаті Меґхалая.

## Поширення
Поширення: Китай (Юньнань); Індія (Мегхалая); Малайзія; Філіппіни. Це дуже волога зона (більше 2500 мм опадів на рік), проте листопад-квітень є сухим сезоном, протягом якого пожежі є ймовірними. Може рости на бідних ґрунтах, якщо вони добре дреновані. Зростання найкраще на мінеральних ґрунтах. Межа морозовитривалості знаходиться між -6,6°С і -1,1°С. Висота зростання: 600—2700 м.

## Опис
Дерево досягає 30–35 м у висоту. Кора товста, темно-коричневий, з глибокими поздовжніми тріщинами. Гілля міцне, червоно-коричневе. Листя голчасте, темно-зелене, як правило, по 3 в пучку, довжиною 15–20 см. Шишки яйцеподібні, 5–9 см завдовжки. Насіння крилате, довжиною 1,5–2,5 см.

## Використання
М'яку й легку деревину можна використовувати для широкого спектра застосувань, включаючи ящики, паперову масу, а також тимчасові електричні стовпи. Створені плантації в інших країнах світу, в тому числі на півдні Африки і в Південній Америці.

## Загрози та охорона
У деяких частинах ареалу вид зазнав вирубок з метою виробництва деревини або для заміни такими культурами, як кава. Цей вид присутній на багатьох охоронних територіях.

## Галерея

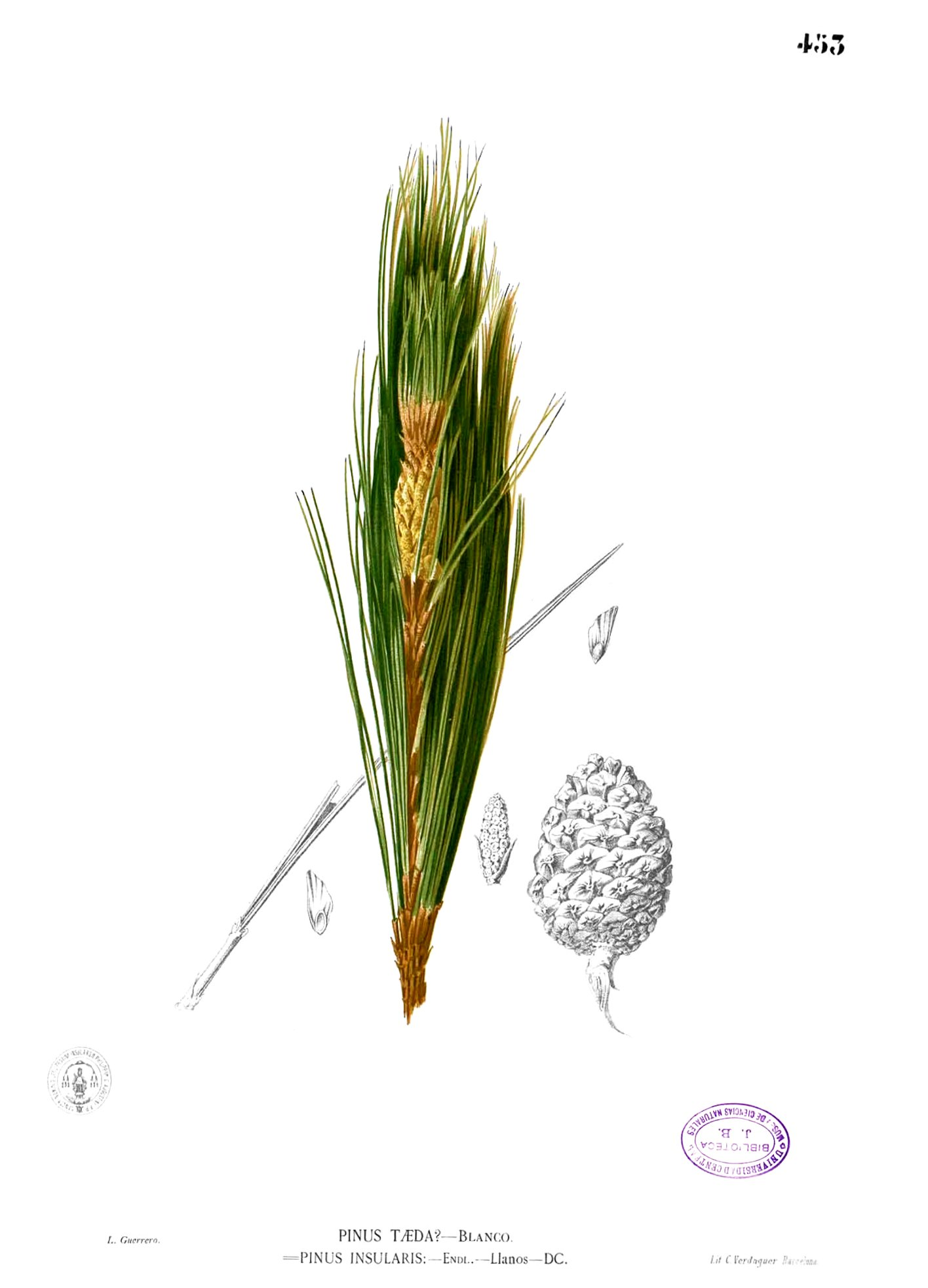
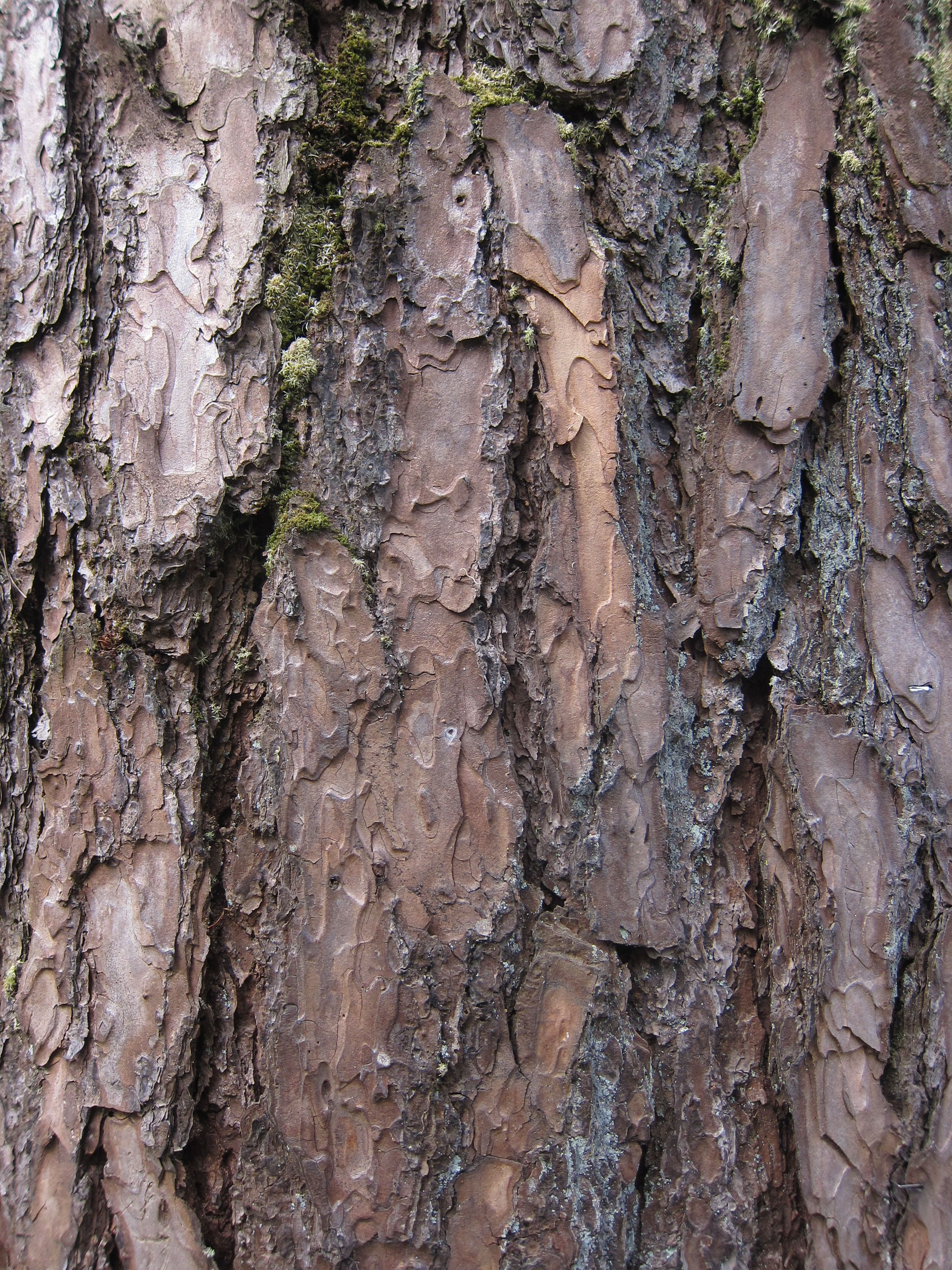
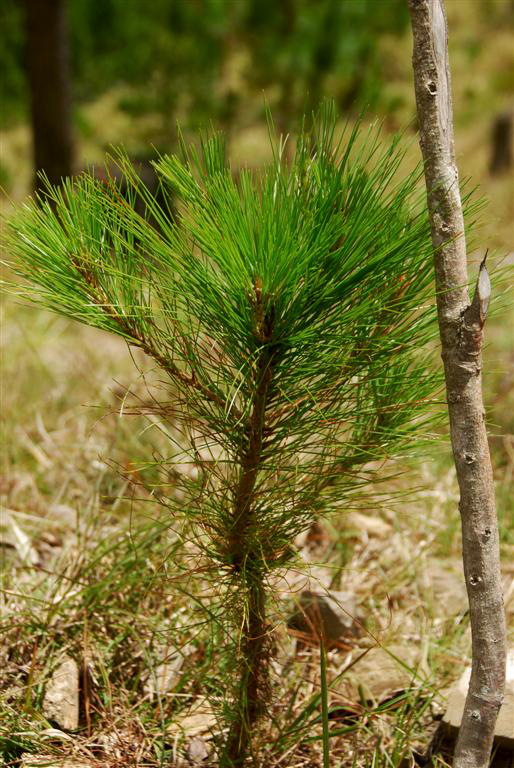